# Vigna subterranea
Vigna subterranea (en anglès també coneguda amb els noms comuns de Bambara groundnut, Bambara-bean, Congo goober, earth pea, ground-bean, o hog-peanut) és una espècie da planta fabàcia similar al cacauet. És una planta nativa d'Àfrica Occidental. Vigna subterranea, com també ho fa el cacauet, madura les seves tavelles sota terra. Es cultiva a l'Àfrica i es poden menjar crus o bullits despés d'assecats.
El nom comú de Bambara prové de l'idioma Bamanankan de Mali.

## Aspectes agronòmics

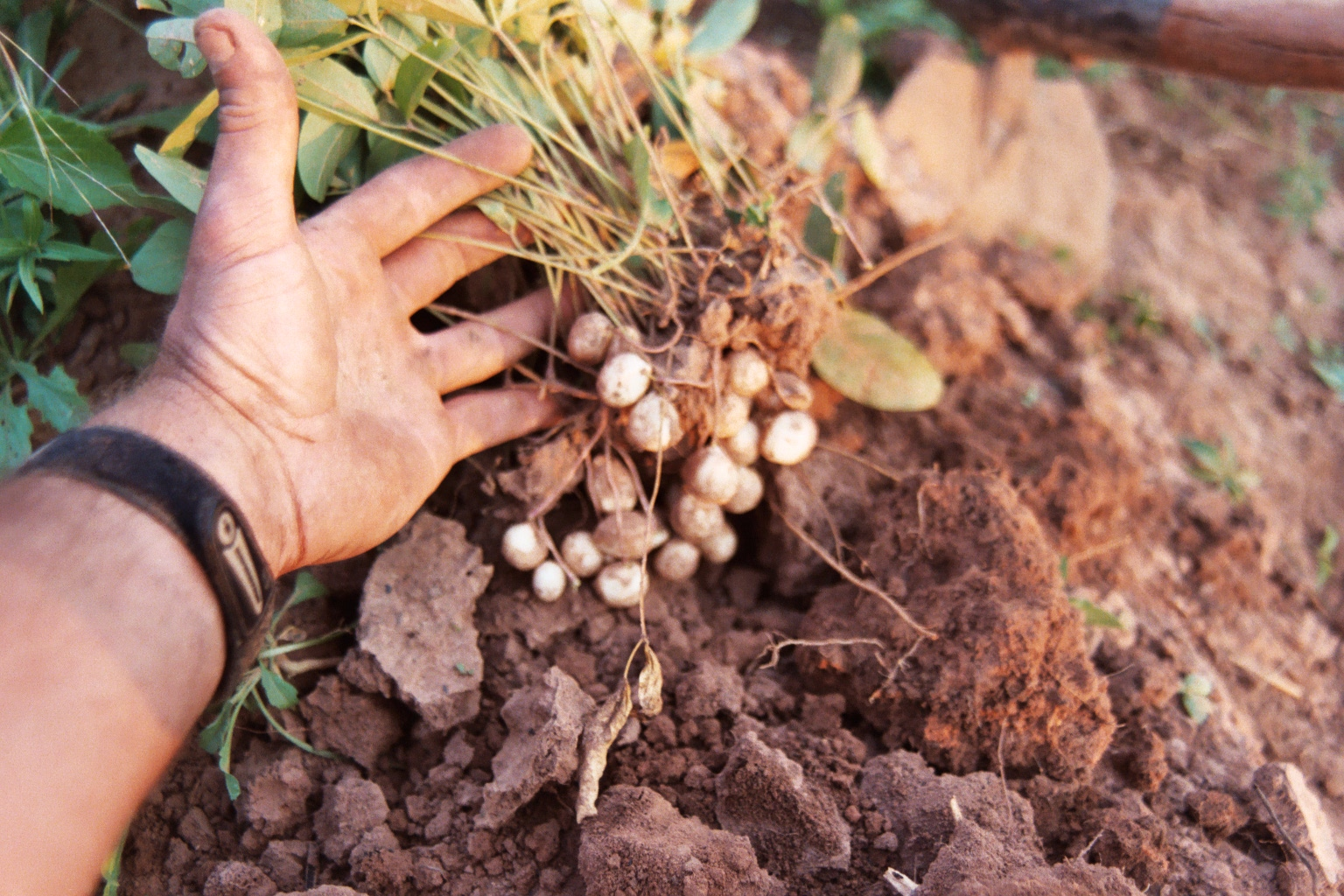
Llavors de Bambara recent collides

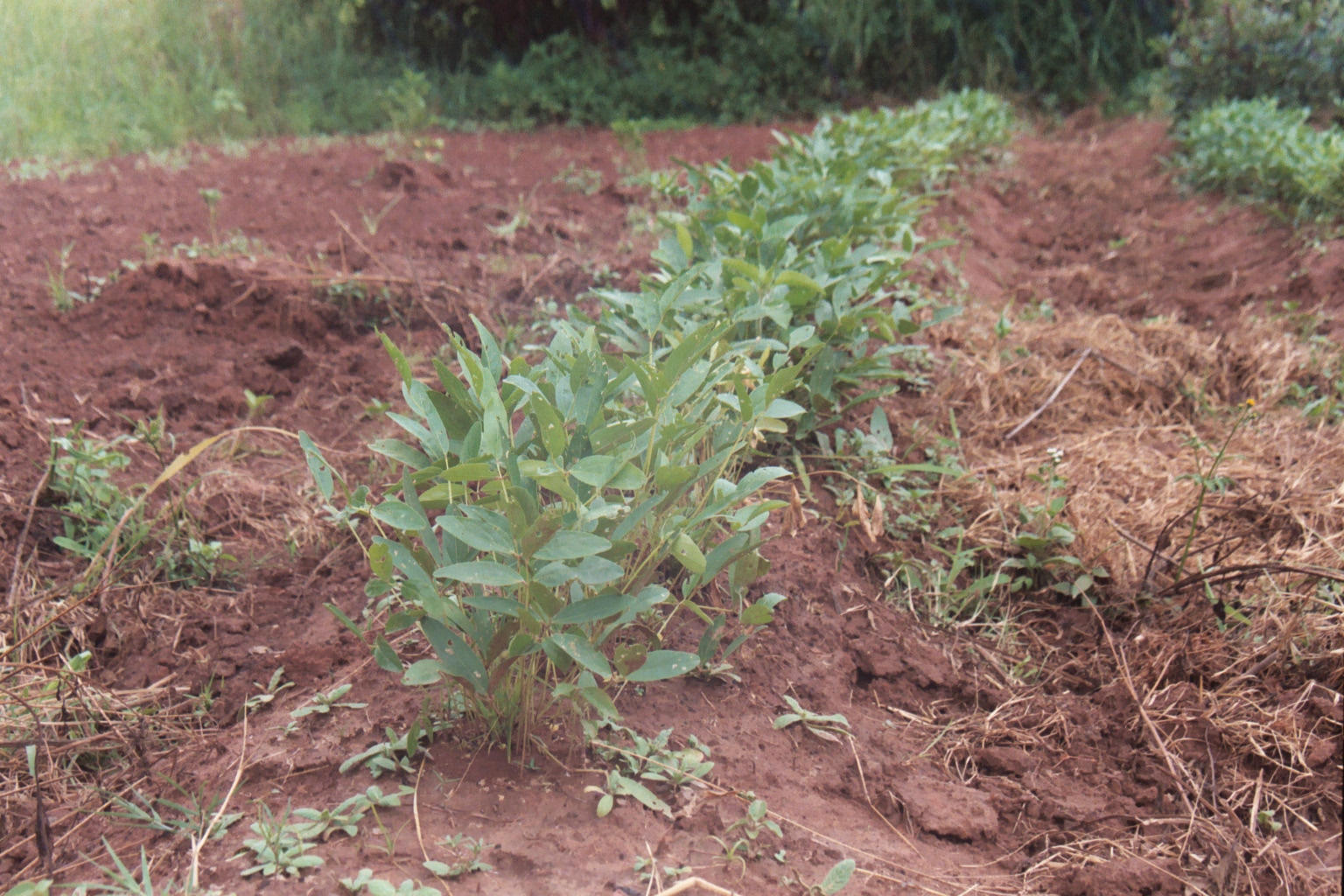
Plantes de Bambara

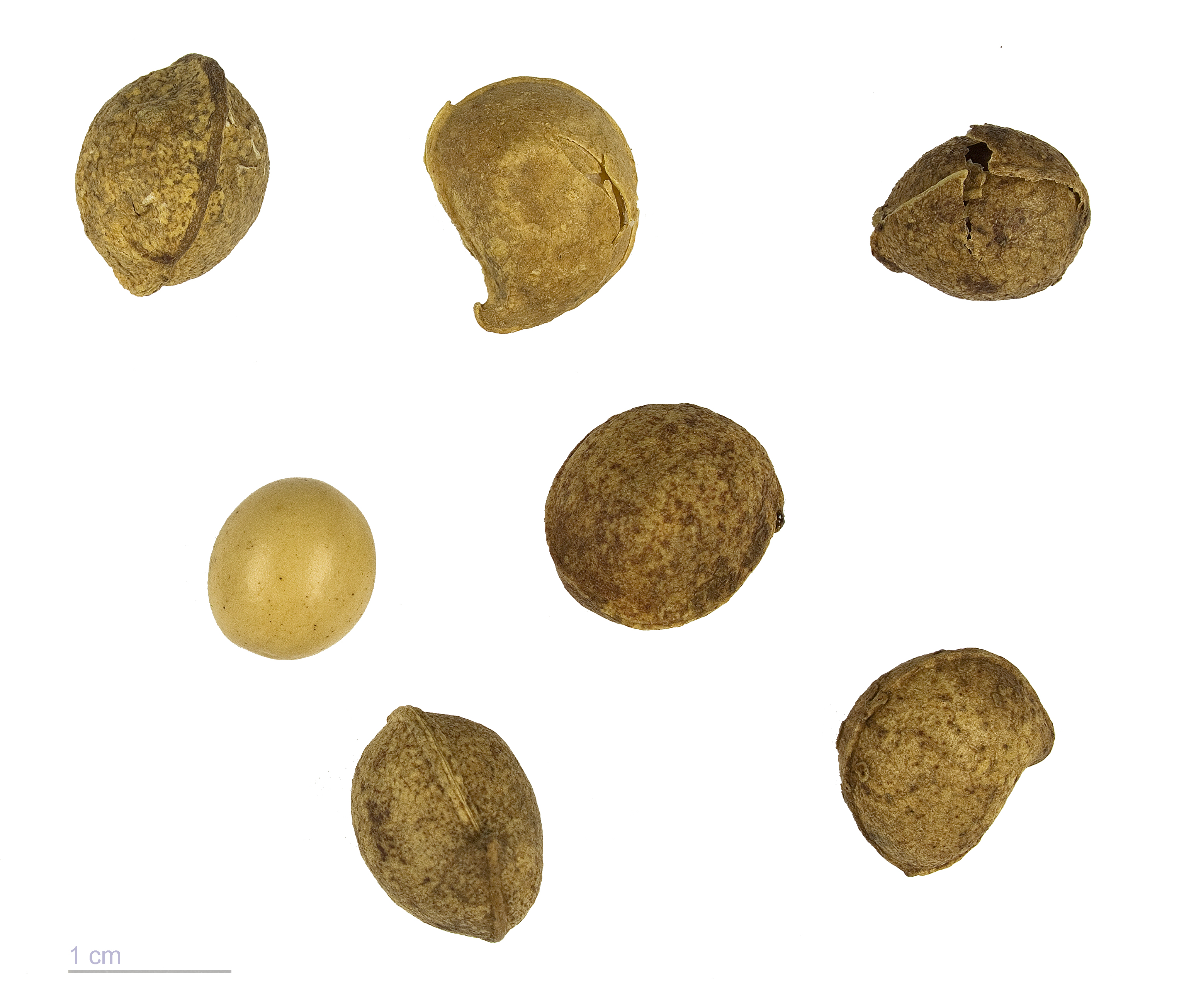
Vigna subterranea

Les llavors de bamabara representen la tercera llavor de lleguminosa més important en l'Àfrica semiàrida. “Resisteix les altes temperatures i és adequada per als sòls marginals on altres lleguminoses no podrien créixer”. A més no són exigents en la fertilitat del sòl i tenen un lat valor nutritiu amb un 65% de carbohidrats i un 18% de proteïna content.
A l'Àfrica Occidental, les seves llavors es mengen com aperitiu torrades o saltades o Ibé bullides de forma similar a les altres lleguminoses.
Els sòls òptims han de tenir entre 50 i 100 cm de fondària, amb una textura lleugera que faciliti l'autoenterrament de les tavelles. la fertilitat del sòl pot ser baixa i el pH més adequat lleugerament àcid entre 5 i 6,5 però no pot ser més baix de 4,3 ni més alt de 7.
Respecte al clima ha de ser el tropical humit o sec, i el subtropical d'estiu sec. La seva temperatura òptima està entre els 19 i els 30 °C. Temperatures per sota dels 16 °C i per sobre dels 38 °C no li són adequades. És una planta molt resistent a la secada. La pluviometria mínima anual és de 300 mm i la pluviometria òptima entre 750 mm i 1400 mm i no ha d'excedir dels 3000 mm.
Com que Vigna subterranea normalment es cultiva com conreu associat, normalment no rep fertilitzant addicional. Una collita de 1000 kg de llavors i de 925 kg de fulles extreu del sòl i de l'aire 55,7 kg de nitrogen, 26,2 kg de potassi, 25,1 kg de carboni, 7.8 kg P i 6,6 kg de magnesi.
Com que és una lleguminosa el fòsfor és l'element nutrient més important amb una aplicació de 60 kg/ha de P2O5 recomanadaa Yola, Adamawa State, Nigèria.
La producció mundial de Vigna subterranea va ser de 79.155 tones l'any 2005

## Fisiologia
El cicle de conreu es troba entre 90–170 dies les flors apareixen als 40–60 dies després de sembrar. 30 dies després de la pol·linització, la tavella arriba a la maduresa als 55 dies les llavors estan completament desenvolupades als 30 dies posteriors.
És una planta autògama (autofertilitzada i cleistògama